# Glenea dorsalis
Glenea dorsalis är en skalbaggsart som beskrevs av Schwarzer 1930. Glenea dorsalis ingår i släktet Glenea och familjen långhorningar. Inga underarter finns listade i Catalogue of Life.